# Iotapa (figlia di Sampsiceramo II)
Iotapa (fl. prima metà del I secolo) fu una principessa della famiglia reale di Emesa, imparentata con la dinastia erodiana.

## Biografia
Iotapa era la figlia del re Sampsiceramo II di Emesa e di sua moglie Iotapa; aveva due fratelli, Gaio Giulio Azizo e Gaio Giulio Soaemo, e una sorella, Giulia Mesa. I suoi antenati erano imparentati alle famiglie reali di Siria, Armenia, Macedonia e Media.
Sposò Aristobulo, nipote di Erode il Grande e imparentato con la famiglia reale degli Asmonei, in quello che fu un matrimonio dinastico, ma i due si tennero lontani dalle lotte dinastiche. Ebbero una figlia, Iotapa, sordo-muta.